# Paternus von Vannes

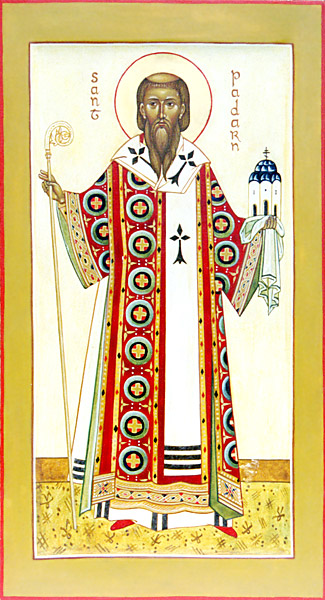
Paternus von Vannes

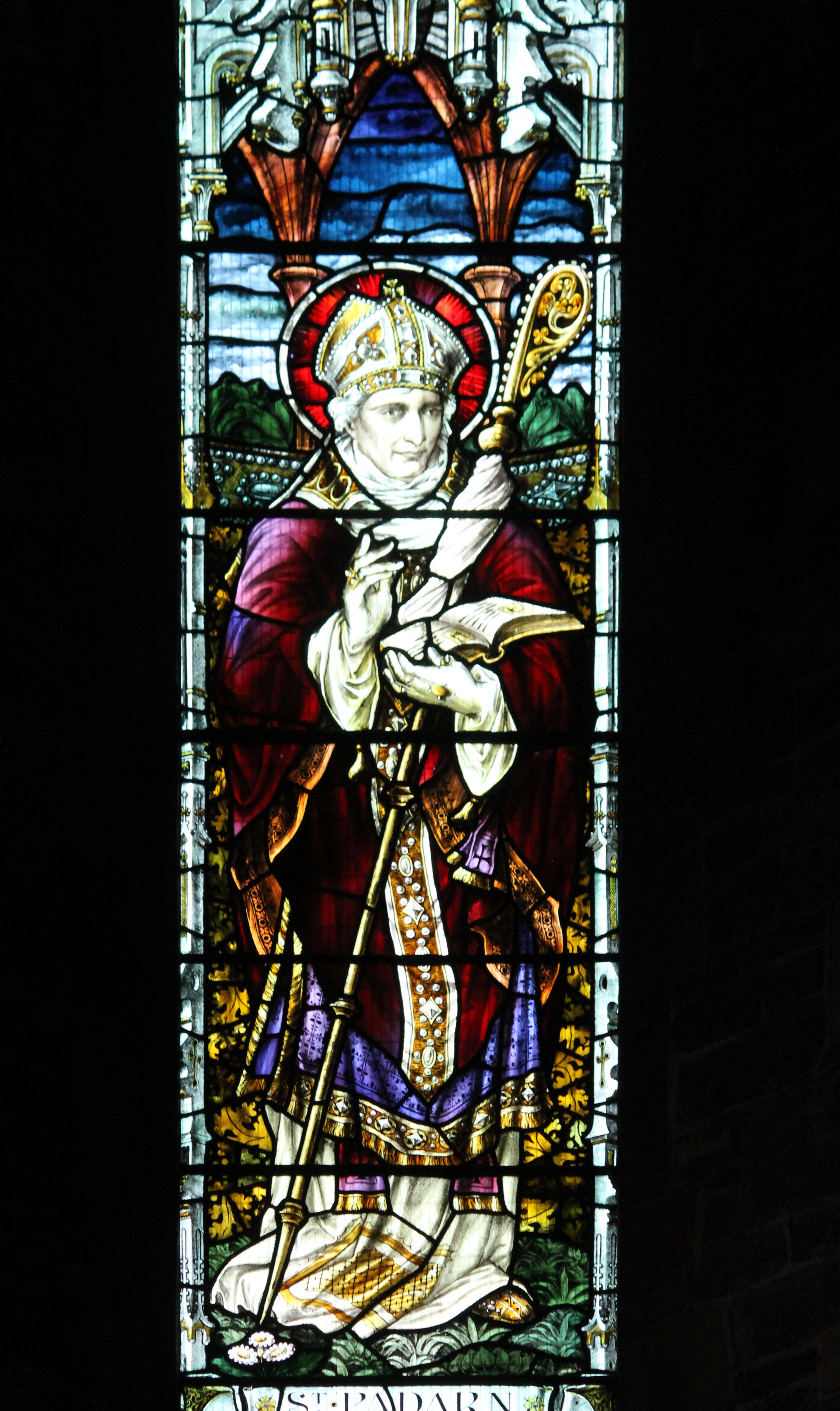
Paternus von Vannes

Paternus von Vannes (französisch Patern, englisch Padarn, * 5. Jahrhundert; † um 500) gilt – neben Maclovius von Aleth / bretonisch: Sant Maloù (Saint-Malo), Samson von Dol / bretonisch: Sant Samzun a Zol (Dol-de-Bretagne), Briocus von Saint-Brieuc / bretonisch: Sant Brieg (Saint-Brieuc), Tugdual von Tréguier / bretonisch: Sant Tugdual a Dreger (Tréguier), Corentin / bretonisch: Sant Kaourintin a Gemper (Quimper) und Paulus Aurelianus / bretonisch: Pol Aurelian (Saint-Pol-de-Léon) – als einer der sieben nach ihrem Tod vom Volk als heilig verehrten Gründungsbischöfe der Bretagne und erster Bischof der Stadt Vannes. Er ist der Schutzpatron gegen Dürre; sein Gedenk- bzw. Festtag ist der 15. April.

## Vita
Gemäß der erst im 11. Jahrhundert einsetzenden schriftlichen Überlieferung waren seine Eltern die walisischen Adligen Petran und Guean (auch Gwenn), die sich jedoch einvernehmlich trennten, um – jeder für sich – ein Einsiedlerleben zu führen. In seiner Jugend lebte er in der Gegend um Cardigan, wo er bereits mehrere Kirchen und Klöster gegründet haben soll. Zusammen mit anderen unternahm er eine Pilgerreise ins Heilige Land, wo er zum Bischof geweiht wurde. Nach seiner Rückkehr wurde er um das Jahr 465 als Bischof von Vannes eingesetzt. Im Alter wurde er aus der Stadt vertrieben und zog sich in ein Einsiedlerleben zurück; er starb an einem unbekannten Ort.

## Verehrung
Nach Padarns Tod setzte eine Dürreperiode ein, die eine Hungersnot zur Folge hatte. Daraufhin holten die Bürger von Vannes seine Gebeine in die Stadt (Reliquientranslation) und errichteten dem nunmehr als heilig verehrten Mann zu Ehren eine Kirche. Heute tragen etwa zehn Kirchen und Kapellen im Nordwesten Frankreichs das Patrozinium des Heiligen. Seine Reliquien sind seit den Wirren der Französischen Revolution verschwunden.

## Darstellungen
Mittelalterliche Darstellungen des Heiligen sind nicht bekannt. Neuzeitliche Bildnisse – v. a. in Kirchenfenstern – zeigen ihn im Bischofsornat.